# Mohamad Mohamadi
Mohamad Mohamadi Barimanlo –en persa, محمد محمدی بریمانلو– (nacido el 24 de enero de 1991) es un deportista iraní que compite en judo. Ganó una medalla de bronce en el Campeonato Mundial de Judo de 2018, y una medalla de bronce en los Juegos Asiáticos de 2018.

## Palmarés internacional
| Campeonato Mundial | Campeonato Mundial  | Campeonato Mundial | Campeonato Mundial |
| Año                | Lugar               | Medalla            | Categoría          |
| ------------------ | ------------------- | ------------------ | ------------------ |
| 2018               | Bakú (Azerbaiyán)   | Medalla de bronce  | –73 kg             |
| Juegos Asiáticos   |                     |                    |                    |
| Año                | Lugar               | Medalla            | Categoría          |
| 2018               | Yakarta (Indonesia) | Medalla de bronce  | –73 kg             |